# Шоа (провинция)

Шоа на карте Эфиопии

Шоа (амх. ሸዋ šawā, сейчас šewā; Шева, Шава) — провинция (с 1974 — регион) Эфиопии по административному устройству, действовавшему до 1995 года. Столица — город Аддис-Абеба

## История
Исторически провинция Шоа была создана в границах государства, существовавшего со Средневековья.
Впервые Шоа упоминается в исторических документах как мусульманское государство со столицей в Валала. С X века Шоа считалось независимым государством, в 1285 году оно было включено в состав султаната Йифат. Недавно французскими археологами были обнаружены остатки трёх городских центров — Асбари, Масал и Нора, входивших в состав королевства Шоа.
Бывшая столица Шоа город Анкобер почти погиб весь от холеры и голода в 1892 г., и правитель Шоа Менелик перенес столицу в Аддис-Абебу. Менелик до 1888 г. платил дань императору Эфиопии. После смерти императора Йоханныса IV в 1888 г. Менелик завоевал всю Эфиопию и стал императором.
По данным 1970 года провинция Шоа имела следующее административное деление:
| Субпровинции                                   | Районы |
| ---------------------------------------------- | --- |
| 1. Джибат и Меча (центр — Агэрэ-Хыйуот (Амбо)) | 1. Агэрэ-Хыйуот (центр — Гудэр) 2. Гындэ-Бэрэт (центр — Качисе) 3. Джэльду (центр — Джэльду) 4. Дэнди (центр — Гынчи) 5. Нонно (центр — Шэнэн) 6. Чэлия (центр — Гедо)                                                              |
| 2. Йерэр и Кэррэю (центр — Назрет (Адама))     | 1. Ада (центр — Дэбрэ-Зэйт (Бишофту)) 2. Адама (центр — Назрет (Адама)) 3. Босэт (центр — Уоленчити) 4. Гымбычу (центр — Чэффе-Донса) 5. Ломе (центр — Моджо) 6. Фэнтале (центр — Аваш) 7. Шэнкора (центр — Бальчи)                 |
| 3. Йифат и Тумуга (центр — Эфесон)             | 1. Артума (центр — Кэшко) 2. Буремэдайто 3. Доуэйна-Рахмай 4. Каракоре (центр — Каракоре) 5. Фурси (центр — Ода-Бэла) 6. Ысэе-Гула (центр — Джаренэйо) 7. Эфрата и Джиле (центр — Эфесон)                                           |
| 4. Кэмбата (центр — Хосаына)                   | 1. Ангача (центр — Ангача) 2. Контэб (центр — Морсито) 3. Кэдида-Гамила (центр — Дурэме) 4. Лиму (центр — Хосаына) 5. Тымбаро (центр — Гымбичо)                                                                                     |
| 5. Мэнз и Гише (центр — Мэхаль-Меда)           | 1. Гера-Мыдыр (центр — Мэхаль-Меда) 2. Гише (центр — Рабэль) 3. Коуот (центр — Роби) 4. Мама-Мыдыр (центр — Молале) 5. Мафуд (центр — Дэбрэ-Сина)                                                                                   |
| 6. Мэннагэша (центр — Аддис-Абеба)             | 1. Аддис-Алем (центр — Гэннэт) 2. Акаки-Бэсэка (центр — Акаки) 3. Алем-Гэнна (центр — Сэбэта) 4. Бэрэх (центр — Сэндафа) 5. Сулульта (центр — Чанчо)                                                                                |
| 7. Мэрхабете (центр — Алем-Кэтэма)             | 1. Бит-Билоу (центр — Шилафаф) 2. Дэра (центр — Яя) 3. Лай-Бет (центр — Алем-Кэтэма) 4. Мида (центр — Мэранья) 5. Тач-Бет (центр — Фетра) 6. Уорэмо и Уаджиту (центр — Рема)                                                        |
| 8. Сэлале (центр — Фиче)                       | 1. Гулеле (центр — Филале) 2. Джарсо (центр — Аратэ-Марьям) 3. Дэбрэ-Либанос (центр — Дэбрэ-Цыге) 4. Кую (центр — Гэбрэ-Гурача) 5. Уора-Джарсо (центр — Гоха-Цыйон) 6. Уычале (центр — Мука-Тури) 7. Ынсаро (центр — Кабби)         |
| 9. Тэгулет и Бульга (центр — Дэбрэ-Бырхан)     | 1. Ангулала (центр — Чача) 2. Анкобэр (центр — Горэбела) 3. Асагырт (центр — Гина-Агэр) 4. Бассо (центр — Аткыльт) 5. Кымбыбит (центр — Шэно) 6. Кэсэм (центр — Корэмаш) 7. Морэт (центр — Дэнэба) 8. Уорана (центр — Дэбрэ-Бырхан) |
| 10. Хайкоч и Бута-Джира (центр — Бута-Джира)   | 1. Адами-Тулу (центр — Мэки) 2. Алабо-Культо (центр — Алабо) 3. Мэскан 4. Нэгэле (центр -Нэгэле) 5. Соддо (центр — Буи) 6. Сыльти (центр — Кэбэт) 7. Шашэменне (центр — Шашэменне)                                                  |
| 11. Чэбо и Гураге (центр — Гыйон (Уолисо))     | 1. Амэя (центр — Гиндо) 2. Бэчо (центр — Тулу-Боло) 3. Горо (центр — Уольките) 4. Сэбат-Бет-Гураге (центр — Ындыбыр) 5. Толе (центр — Банту-Либэн) 6. Уолисо (центр — Гыйон (Уолисо))                                               |

В 1974 году провинция Шоа, как и все провинции Эфиопии, преобразована в регион. В 1981 году от Шоа был отделен регион Аддис-Абеба.
В 1987 году Шоа была разделена на 4 административных района: Восточная, Западная, Северная и Южная Шоа. Они просуществовали до 1991 года.
В 1995 году было принято современное административное деление Эфиопии, согласно которому разные части Шоа вошли в состав регионов Аддис-Абеба, Амхара, Оромия, РННЮ и Афар. Название Шоа продолжает использоваться в названиях нескольких ворэд в регионах Амхара и Оромия.

## Описание
Шоа — гористый регион в центральной Эфиопии вокруг её столицы — Аддис-Абебы. Крупные реки в этой стране: Гавам, Голубой Нил. Площадь — 74 668 км².
Основное население составляют амхара и оромо (галла).